# Didymelaceae
Didymelaceae var en familie under Buksbom-ordenen og inden for de dækfrøede planter. Den blev opfattet som monotypisk med kun én slægt, Didymeles, som udelukkende findes på Madagaskar. Denne slægt er nu (2009) iflg. APG III systemet optaget i Buksbom-familien, og dermed er familien nedlagt.
| Botanik | Spire Denne botanikartikel er en spire som bør udbygges. Du er velkommen til at hjælpe Wikipedia ved at udvide den. |